# Camalaú
Camalaú là một đô thị thuộc bang Paraíba, Brasil. Đô thị này có diện tích 603,06 km², dân số năm 2007 là 5492 người, mật độ 9,1 người/km².